# کتس‌آی
کتس‌آی (انگلیسی: Katseye) گروه دخترانه مستقر در لس آنجلس، کالیفرنیا است. این گروه متشکل از شش عضو است: مانون، سوفیا، دانیلا، لارا، مگان و یون‌چه. این گروه به عنوان «گروه دخترانه جهانی» توصیف می‌شود و توسط هایب یوام‌جی و گفن رکوردز شکل گرفته است. کتس‌آی در سال ۲۰۲۴ با انتشار تک‌آهنگ «دبیو» فعالیتش را آغاز کرد.

## اعضا
- مانون[۱]
- سوفیا[۱]
- دانیلا[۱]
- لارا[۱]
- مگان[۱]
- یون‌چه[۱]

## ترانه‌شناسی

### آلبوم‌های چندآهنگه
| عنوان                | جزئیات |
| -------------------- | --- |
| SIS (Soft Is Strong) | - انتشار: ۱۶ اوت ۲۰۲۴ - ناشر: هایب یوام‌جی، گفن رکوردز - فرمت: سی‌دی، دانلود دیجیتال، استریم فهرست قطعات 1. «Debut» 2. «تاچ» 3. «My Way» 4. «I'm Pretty» 5. «Tonight I Might» |